# Burgenlandkreis

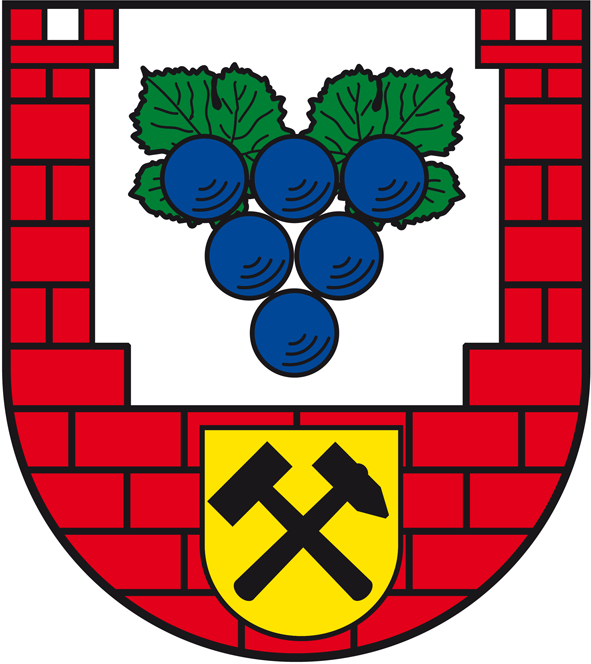
Coat of Arms

Burgenlandkreis là một huyện ở Saxony-Anhalt, Đức.

## Lịch sử
Huyện đã được thành lập thông qua việc sáp nhập các huyện Burgenlandkreis và Weißenfels trong cuộc cải tổ năm 2007. Ngày 16 tháng 7 năm 2007, chính quyền huyện đã quyết định đổi tên huyện thành Burgenlandkreis kể từ ngày 1 tháng 8 năm 2007.

## Thị xã và đô thị
| Free towns                              | Đô thị tự do |
| --------------------------------------- | ------------ |
| 1. Bad Kösen 2. Hohenmölsen 3. Naumburg | 1. Elsteraue |

| Verwaltungsgemeinschaften | Verwaltungsgemeinschaften | Verwaltungsgemeinschaften |
| --- | --- | --- |
| - 1. An der Finne 1. Altenroda 2. Bad Bibra1, 2 3. Billroda 4. Bucha 5. Burgholzhausen 6. Eckartsberga2 7. Golzen 8. Herrengosserstedt 9. Kahlwinkel 10. Klosterhäseler 11. Lossa 12. Memleben 13. Möllern 14. Saubach 15. Steinburg 16. Taugwitz 17. Thalwinkel 18. Tromsdorf 19. Wischroda 20. Wohlmirstedt - 2. Droyßiger-Zeitzer Forst 1. Bergisdorf 2. Breitenbach 3. Bröckau 4. Döschwitz 5. Droßdorf 6. Droyßig1 7. Grana 8. Haynsburg 9. Heuckewalde 10. Kretzschau 11. Schellbach 12. Weißenborn 13. Wetterzeube 14. Wittgendorf - 3. Lützen-Wiesengrund 1. Dehlitz 2. Granschütz 3. Großgörschen 4. Lützen1, 2 5. Muschwitz 6. Poserna 7. Rippach 8. Röcken 9. Sössen 10. Starsiedel 11. Taucha 12. Zorbau | - 4. Saaletal 1. Burgwerben 2. Goseck 3. Großkorbetha1 4. Reichardtswerben 5. Schkortleben 6. Storkau 7. Tagewerben 8. Uichteritz 9. Wengelsdorf - 5. Unstruttal 1. Balgstädt 2. Baumersroda 3. Burgscheidungen 4. Burkersroda 5. Ebersroda 6. Freyburg1, 2 7. Gleina 8. Größnitz 9. Hirschroda 10. Karsdorf 11. Kirchscheidungen 12. Laucha an der Unstrut2 13. Nebra2 14. Pödelist 15. Reinsdorf 16. Schleberoda 17. Wangen 18. Weischütz 19. Zeuchfeld - 6. Vier Berge-Teucherner Land 1. Deuben 2. Gröben 3. Gröbitz 4. Krauschwitz 5. Nessa 6. Prittitz 7. Teuchern1, 2 8. Trebnitz | - 7. Weißenfelser Land 1. Langendorf 2. Leißling 3. Markwerben 4. Weißenfels1, 2 - 8. Wethautal 1. Abtlöbnitz 2. Casekirchen 3. Crölpa-Löbschütz 4. Gieckau 5. Goldschau 6. Görschen 7. Heidegrund 8. Janisroda 9. Leislau 10. Löbitz 11. Meineweh 12. Mertendorf 13. Molau 14. Osterfeld1, 2 15. Pretzsch 16. Prießnitz 17. Schönburg 18. Stößen2 19. Unterkaka 20. Utenbach 21. Waldau 22. Wethau - 9. Zeitzer Land 1. Döbris 2. Geußnitz 3. Kayna 4. Luckenau 5. Nonnewitz 6. Theißen 7. Würchwitz 8. Zeitz1, 2 |
| 1thủ phủ của Verwaltungsgemeinschaft; 2town | | |